# 卡洛斯·罗梅罗·埃雷拉
何塞·卡洛斯·罗梅罗·埃雷拉（西班牙語：José Carlos Romero Herrera，1943年12月12日—）是西班牙政治家。1982年至1991年担任西班牙农业、渔业与食品大臣。

## 生平
1943年12月12日出生于萨莫拉省丰特绍科。毕业于马德里康普顿斯大学，获得政治经济学执业学位。后在巴黎社会科学高等学院和索邦神學院进修，获得博士学位。
1982年12月1日至1991年7月7日连续九年出任农业、渔业与食品大臣。